# Petar Popović (cestista 1996)
Petar Popović (in montenegrino Петар Поповић; Cettigne, 13 settembre 1996) è un cestista montenegrino.

## Carriera
Con il Montenegro ha disputato i Campionati mondiali del 2019 e i Campionati europei del 2022.

## Palmarès
- Campionato montenegrino: 3

Budućnost: 2016-17, 2018-19, 2020-21
- Coppa del Montenegro: 7

Budućnost: 2017, 2018, 2019, 2020, 2021, 2022, 2023
- Lega Adriatica: 1

Budućnost: 2017-18